# دوداندنیا
دوداندنیا (به لاتین: Dodandeniya) یک منطقهٔ مسکونی در سری‌لانکا است که در استان مرکزی (سری‌لانکا) واقع شده‌است.